# Кале
Кале́ (фр. Calais [kaˈlɛ]) — город во Франции, порт у пролива Па-де-Кале, крупнейший по численности населения город департамента Па-де-Кале. Кале является ближайшим к Англии населенным пунктом Франции, расстояние по прямой до Англии составляет 34 километра. Между Кале и английским Дувром курсирует паром, в 1994 году открыто движение по железнодорожному тоннелю от пригорода Кале Кокеля до английского Фолкстона.
Население — 72 929 жителей (2018).

## История
В XIII веке Кале был превращён графом Булонским из рыбацкой деревушки в крупную прибрежную крепость. После победы при Креси (1346) английский король Эдуард III не мог взять Кале в течение целого года. События осады увековечены в памятнике гражданам Кале, который создал по заказу города Роден.
Англичане продолжали владеть городом до 1558 года, когда у Марии Тюдор его отвоевал герцог Гиз. Это была последняя средневековая территория Англии в континентальной Европе.
Окончательно Кале за Францией закрепил Като-Камбрезийский мир. В 1596 году, 24 апреля после осады город был взят испанскими войсками. Он был возвращён Франции по Вервенскому миру.

## Основные достопримечательности

### Оружейная площадь
Оружейная площадь (Place d’Armes) — одна из крупнейших площадей Кале, в средние века была сердцем города. На ней расположена сторожевая башня Tour du Guet — один из символов Кале. Во время английской оккупации (1347—1558) называлась Рыночная площадь (Market Square). После взятия Кале французскими войсками герцог Гиз даровал жителям города право дважды в год проводить на Place d’Armes ярмарки. Эта традиция сохраняется до сих пор, так же как и шумные базары по средам и субботам.

### Сторожевая башня
Сторожевая башня (Tour du Guet) была построена в 1229 году по приказу Филиппа I, графа Булонского, как часть системы оборонительных укреплений Кале. Имеет высоту 35-39 метров (по разным данным). Землетрясение 1580 разделило башню пополам и едва не разрушило её полностью. Башня была восстановлена в 1606 году и использовалась городскими торговцами как место встреч. В 1658 году она серьёзно пострадала от пожара и не восстанавливалась на протяжении более 30 лет. Благодаря своей высоте башня на протяжении многих веков использовалась городскими властями в качестве наблюдательного пункта.

### Здание мэрии
Здание мэрии с примыкающей к ней башней-беффруа расположено на Площади Неизвестного солдата (Place du Soldat Inconnu). Здание построено в 1911—1925 годах в стиле фламандского ренессанса на месте прежней мэрии, снесенной в 1818 году. Одно из самых элегантных зданий в городе, башня-беффруа высотой 74 метра имеет старинные часы и колокольню и занесена в список всемирного наследия ЮНЕСКО в составе группы беффруа Северной Франции и Бельгии. Прямо у здания мэрии установлена знаменитая скульптура Огюста Родена Граждане Кале, созданная в 1895 году в память шести жителей города, приговорённых к казни, но затем пощажённых королём Эдуардом III в 1347 году после взятия Кале.

### Собор Нотр-Дам
Кафедральный собор Богоматери (Notre-Dame de Calais), построенный в XIII веке, также является одним из самых впечатляющих городских строений. Соборная башня была построена позднее — в конце XIV — начале XV века. Собор содержит элементы фламандской, готической, англо-нормандской и тюдорской архитектуры. Как следует из названия, собор посвящён Деве Марии и имеет форму креста, состоящего из нефа и четырёх приделов. Собор неоднократно перестраивался, и в настоящее время основная его часть относится к периоду первой половины XV века. Главный алтарь построен в 1628 году из каррарского мрамора, привезенного из Генуи.
Собор получил статус исторического памятника в 1913 году, но 15 января 1915 года его витражи серьёзно пострадали во время бомбардировки. 6 апреля 1921 года здесь сочетались браком будущий президент Франции генерал де Голль и Ивонн Вандру. Здание собора серьёзно пострадало во время Второй мировой войны и было частично восстановлено, но часть старого алтаря и внутреннего убранства были утеряны.

### Цитадель
Городская цитадель, расположенная на проспекте Роже Салангро (Roger Salengro), была построена между 1560 и 1571 годами на месте бывшего средневекового замка. Целью строительства была защита от потенциальных захватчиков, но уже 24 апреля 1596 года город был захвачен эрцгерцогом Альбертом Австрийским. Людовик XIII и кардинал Ришельё в своё время рассматривали вариант расширения цитадели и превращения Кале в большой город-крепость, но эти замыслы остались нереализованными.

## Экономика
Кале является крупнейшим транспортным узлом на севере Франции. По паромной линии между Кале и английским Дувром перевозится основной поток товаров между двумя странами. После открытия в 1994 году железнодорожного туннеля оборот паромных перевозок сократился, в результате чего одна из двух компаний- операторов паромов — SeaFrance — разорилась и в настоящее время находится в стадии ликвидации. С другой стороны, благодаря открытию туннеля, пассажиропоток через Кале резко возрос. В настоящее время он составляет более 10 миллионов человек в год.
Машиностроение, химическая, пищевая промышленность. Старинное производство кружев, тюля, вышивок.
Структура занятости населения:
- сельское хозяйство — 0,3 %
- промышленность — 12,2 %
- строительство — 4,5 %
- торговля, транспорт и сфера услуг — 44,7 %
- государственные и муниципальные службы — 38,3 %

Уровень безработицы (2017) — 27,6 % (Франция в целом — 13,4 %, департамент Па-де-Кале — 17,2 %). 

Среднегодовой доход на 1 человека, евро (2017) — 16 710 (Франция в целом — 21 110, департамент Па-де-Кале — 18 610).

## Демография
Динамика численности населения, чел.

## Политика
Пост мэра Кале с 2008 года занимает член партии Республиканцы Наташа Бушар. На муниципальных выборах 2020 года возглавляемый ею правый список победил в 1-м туре, получив 50,24 % голосов.
| Период | Период | Фамилия      | Партия                                   | Примечания                                                                             |
| ------ | ------ | ------------ | ---------------------------------------- | -------------------------------------------------------------------------------------- |
| 1971   | 2000   | Жан-Жак Барт | Коммунистическая партия                  | учитель, член Генерального совета департамента, депутат Национального собрания         |
| 2000   | 2008   | Жаки Энен    | Коммунистическая партия                  | специалист по управлению, депутат Европейского парламента                              |
| 2008   |        | Наташа Бушар | Союз за народное движение, Республиканцы | специалист по человеческим ресурсам, сенатор, вице-президент Совета региона О-де-Франс |

## Города-побратимы
- Дувр (англ. Dover), Великобритания
- Висмар (нем. Wismar), Германия
- Дуйсбург (нем. Duisburg), Германия
- Сянтань, Китай
- Рига, (латыш. Rīga), Латвия
- Фанга, Мали
- Брэила, (рум. Brăila), Румыния
- Бардеёв (словац. Bardejov), Словакия